# Psychotria turbinata
Psychotria turbinata är en måreväxtart som beskrevs av Asa Gray. Psychotria turbinata ingår i släktet Psychotria och familjen måreväxter. Inga underarter finns listade i Catalogue of Life.